# Дональд Гілл Перкінс
До́нальд Гілл Пе́ркінс (англ. Donald Hill Perkins; 15 жовтня 1925, Кінгстон-апон-Галл, Йоркшир і Гамбер — 30 жовтня 2022, Оксфорд, Південно-Східна Англія) — британський фізик-експериментатор, почесний професор Оксфордського університету, фахівець з фізики елементарних частинок, автор відомого підручника з фізики високих енергій та монографій.

## Освіта і кар'єра
Дональд Перкінс народився в місті Кінгстон-апон-Галл, часто спрощено Галл (Східний Йоркширський Райдінг), у сім'ї Гертруди та Джорджа Перкінсів, вчителів англійської мови та математики відповідно. Освіту здобув у міській середній школі Малет Ламберт, а потім навчався в Імперському коледжі Лондона, де в 1945 році здобув ступінь бакалавра наук з фізики, а у 1948 році — докторський ступінь.
З 1949 року працював у Бристольському університеті науковим співробітником а з 1951-го викладав фізику. У 1955—1956 роках працював в радіаційній лабораторії Лоуренса в Каліфорнійському університеті в Берклі. З 1956 року — викладач у Бристольскому університеті. У 1963—1964 роках працював у CERN. З 1965 року — професор фізики елементарних частинок в Оксфордському університеті, де разом з Кеном Алленом (англ. Ken W. Allen) заснував кафедру ядерної фізики. У 1976—1977 і 1983—1984 працював в CERN.
З 1998 року — на пенсії та емерит коледжу Святої Катерини в Оксфорді.

## Досягнення
Виявив негативно заряджений піон у космічному випромінюванні. В Берклі працював на прискорювачах з К-мезонами й анігіляцією протонів та антипротонів, у CERN — над експериментами з розсіювання нейтрино.
Зробив важливий внесок у проблематику слабкого нейтрального струму (експеримент з використанням детектора Gargamelle) та експериментальну перевірку квантової хромодинаміки. у 1982 році досліджував можливий розпад протона та виявив перші ознаки осциляцій нейтрино.
Перкінсон був одним з розробників конструкції накопичувального кільця прискорювача HERA в німецькому науковому центрі DESY. Він разом із Пітером Фаулером вперше запропонував використовувати пучки піонів для терапії раку (1961).
У 1959 році разом з С. Пауеллом і П. Фаулером опублікував підручник на тематику емульсійної техніки, що застосовується при роботі з космічними променями, ядерної фізики і фізики елементарних частинок. Підручник Introduction to High Energy Physics («Вступ до фізики високих енергій») здобув міжнародне визнання, багато разів перевидавався і перекладався іншими мовами. У 2003 році випустив монографію Particle Astrophysics («Астрофізика частинок»).
Перкінс був у шлюбі з Дороті Мелоні з 1955 року. Вона померла у 2021 році. У подружжя було дві доньки, Веніша та Мішел. Перкінс помер 30 жовтня 2022 року у віці 97 років.

## Визнання
Перкінс став почесним доктором Бристольського і Шеффілдського університетів. У 1966 році обраний членом Лондонського королівського товариства.
У 1979 році удостоєний медалі і премії Гатрі від Інституту фізики, у 1992 ці отримав премію Гольвека від Французького фізичного товариства та Інституту фізики, у 1997 році — Королівську медаль від Лондонського королівського товариства, а в 2001 році — премію з фізики елементарних частинок і фізики високих енергій Європейського фізичного товариства. Виступив з багатьма науковими доповідями, в тому числі прочитав Паулівську лекцію у Бонні в 2004 році.